# Yutaro Yoshino
Yutaro Yoshino (吉野 裕太郎 Yoshino Yutaro?), född 18 oktober 1996 i Kanagawa prefektur, är en japansk fotbollsspelare.
Yoshino började sin karriär 2020 i YSCC Yokohama.